# 张伟忠
张伟忠（1958年2月8日—），生于浙江省宁波市，越剧男演员，一级演员。1972年，进入宁波地区越剧团。1985年4月，进入浙江越剧团。师承毛佩卿，学习范瑞娟派。代表作有越剧《祥林嫂》(饰演贺老六)、《梁祝》(饰演梁山伯)、《乾嘉巨案》(饰演吕笙)、《柳玉娘》(饰演马周)、《朱元璋巧访记》(饰演朱元璋)、《贤母宝璧记》(饰吕桂堂)、《秋瑾》(饰王金发)。多部越剧电视剧作品获得飞天奖。